# Sången, Dalarna
Sången är en sjö i Leksands kommun i Dalarna och ingår i Dalälvens huvudavrinningsområde. Sjön har en area på 1,46 kvadratkilometer och ligger 251,4 meter över havet. Sjön avvattnas av vattendraget Bynoret (Flosjönoret). Vid provfiske har bland annat abborre, gädda, mört och sik fångats i sjön.

## Delavrinningsområde
Sången ingår i det delavrinningsområde (672102-144356) som SMHI kallar för Utloppet av Sången. Medelhöjden är 323 meter över havet och ytan är 18,08 kvadratkilometer. Räknas de 3 avrinningsområdena uppströms in blir den ackumulerade arean 36,53 kvadratkilometer. Bynoret (Flosjönoret) som avvattnar avrinningsområdet har biflödesordning 3, vilket innebär att vattnet flödar genom totalt 3 vattendrag innan det når havet efter 273 kilometer. Avrinningsområdet består mestadels av skog (76 procent). Avrinningsområdet har 1,52 kvadratkilometer vattenytor vilket ger det en sjöprocent på 8,4 procent.

## Fisk
Vid provfiske har följande fisk fångats i sjön:
- Abborre
- Gädda
- Mört
- Sik
- Öring